# Buddhacsarita

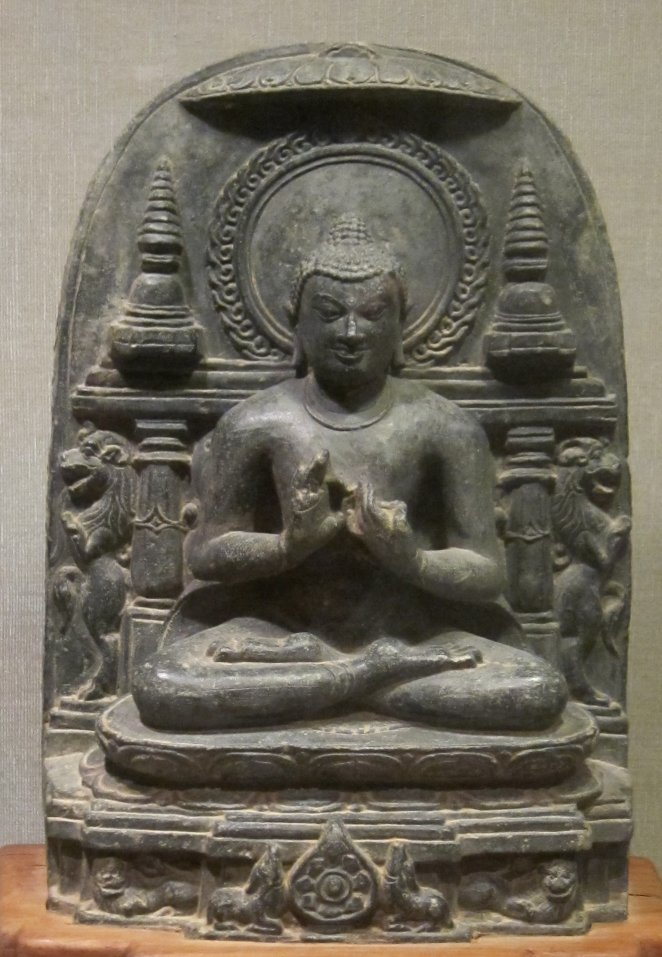
Buddha első tanítóbeszéde', India, 11. század

A Buddhacsarita ("Buddha cselekedetei"; Buddhacaritam, dévanágari: बुद्धचरितम्) Gautama Sziddhártha életét bemutató, kora második században írott, szanszkrit nyelvű, mahákávja stílusú epikus költemény, amelyet Asvagósának tulajdonítanak.  A költemény 28 énekből áll, amelyből az első 14 teljes egészében fennmaradt szanszkrit nyelven (a 15-28 énekekből hiányoznak részek).
420-ban Dharmaksema lefordította a művet kínai nyelvre, majd a 7-8. században készült egy tibeti fordítás is, amelynek jelentése úgy tűnik, hogy közelebb áll az eredeti szanszkrithoz, mint a kínai.

## Magyar fordítások
- Vekerdi József. Buddha élete. Terebess kiadó, Budapest (1999). Hozzáférés ideje: 2015. július 4. (az első 14. ének)

Az első 14 ének címei magyar nyelven (Vekerdi József):
1. A Magasztos születése
2. A háremben töltött idő
3. A megrendülés kezdete
4. Az asszonyok csábításának meghiúsulása
5. Remeteségbe távozás
6. Cshanda hazaküldése
7. Megérkezés a remete-erdőbe
8. A hárem siralma
9. A királyfi felkeresése
10. Bimbiszára látogatása
11. A gyönyörök kárhoztatása
12. Aráda tana
13. Mára legyőzése
14. A megvilágosulás magasztalása

## Angol fordítások
- Edward Byles Cowell, ford. The Buddha Carita or the Life of the Buddha, Oxford, Clarendon 1894, újra nyomtatva: New Delhi, 1977. PDF
- Samuel Beal, ford. The Fo-Sho-Hing-Tsan-King. Oxford, 1883. a kínairól fordítva angol nyelvre PDF
- E. H. Johnston, ford. The Buddhacarita or Acts of the Buddha. Lahore, 1936. 2 kötet. (1-14 énekek, szanszkrit és angol nyelven). újra nyomtatva: Delhi, Motilal Barnasidass 1978
- E. H. Johnston, ford. (1937), "The Buddha's Mission and last Journey: Buddhacarita, xv to xxviii", Acta Orientalia, 15: 26-62, 85-111, 231-292.
- Patrick Olivelle, ford. Life of the Buddha. Clay Sanskrit Library, 2008. 1 vols. (1-14 énekek, szanszkrit és angol nyelven)
- Willemen, Charles, ford. (2009), Buddhacarita: In Praise of Buddha's Acts, Berkeley, Numata Center for Buddhist Translation and Research. ISBN 978-1886439-42-9